# Nysius tenellus
Nysius tenellus är en insektsart som beskrevs av Barber 1947. Nysius tenellus ingår i släktet Nysius och familjen fröskinnbaggar. Inga underarter finns listade i Catalogue of Life.